# سیمون کسل
سیمون کسل (به انگلیسی: Simone Kessell؛ زادهٔ ۱۹ اوت ۱۹۷۵) بازیگر اهل نیوزیلند است. وی از سال ۱۹۹۲ میلادی تاکنون مشغول فعالیت بوده‌است.

## فیلم‌شناسی

### سینما
| سال تولید | نام فیلم     |
| ۲۰۰۸      | خبرچینان     |
| ۲۰۰۸      | فراست/نیکسون |
| ۲۰۱۳      | عشاق         |
| ۲۰۱۵      | سن آندریاس   |
| ۲۰۱۷      | ٪۱           |
| ۲۰۱۷      | ۲:۲۲         |
| --------- | ------------ |

### تلویزیون
| سال تولید | نام                    |
| ۱۹۹۹      | ماموران مخفی پلیس      |
| ۲۰۰۱      | همه قدیسین             |
| ۲۰۰۷      | ذهن‌های جنایتکار        |
| ۲۰۰۹      | فرینج                  |
| ۲۰۱۱      | ترانووا                |
| ۲۰۱۶      | از پادشاهان و پیامبران |
| ۲۰۱۸      | گذرگاه                 |
| ۲۰۲۲      | اوبی وان کنوبی         |
| ۲۰۲۵–۲۰۲۳ | ژاکت زردها             |
| --------- | ---------------------- |